# Telus World Skins Game
Telus Skins Game var en årligen arrangerad golftävling i Kanada och som sponsrades av Telus, tävlingen var känd under namnet Telus World Skins Game. Tävlingen spelades på olika golfbanor runt om i Kanada. 
I maj 2013 upphörde Telus att sponsra evenemanget vilket ledde till att tävlingen upphörde att arrangeras. 

## Historia
2012 Glen Arbour Golf Course, Halifax, Nova Scotia
| Position  | Spelare         | Skins | Vinst ($) |
| --------- | --------------- | ----- | --------- |
| Winnes    | Paul Casey      | 8     | 185,000   |
| Runner-up | Jhonattan Vegas | 5     | 85,000    |
| Third     | Carl Pettersson | 3     | 60,000    |
| T4        | Stephen Ames    | 1     | 15,000    |
| T4        | Lucas Glover    | 1     | 15,000    |

2011 Banff Springs Golf Course, Banff, Alberta
| Position  | Spelare         | Skins | Vinst ($) |
| --------- | --------------- | ----- | --------- |
| Winner    | Jhonattan Vegas | 7     | 140,000   |
| Runner-up | Lucas Glover    | 5     | 125,000   |
| Third     | Stephen Ames    | 3     | 45,000    |
| Fourth    | Anthony Kim     | 2     | 30,000    |
| Fifth     | Paul Casey      | 1     | 20,000    |

2010 Bear Mountain Resort, Victoria, British Columbia
| Position  | Spelare         | Skins | Vinst ($) |
| --------- | --------------- | ----- | --------- |
| Winner    | Mike Weir       | 12    | 270,000   |
| Runner-up | Retief Goosen   | 5     | 75,000    |
| Third     | Ian Poulter     | 1     | 15,000    |
| T4        | Camilo Villegas | 0     | 0         |
| T4        | Fred Couples    | 0     | 0         |

2009 La Tempête Golf Club, Lévis, Quebec
| Position  | Spelare       | Skins | Vinst ($) |
| --------- | ------------- | ----- | --------- |
| Winner    | Geoff Ogilvy  | 7     | 150,000   |
| Runner-up | Fred Couples  | 4     | 65,000    |
| Third     | Sergio García | 3     | 45,000    |
| T4        | Ian Poulter   | 2     | 50,000    |
| T4        | Mike Weir     | 2     | 50,000    |

2008 Predator Ridge Resort, Vernon, BC
| Position  | Spelare           | Skins | Vinst ($) |
| --------- | ----------------- | ----- | --------- |
| Winner    | Camilo Villegas   | 10    | 230,000   |
| Runner-up | Greg Norman       | 6     | 100,000   |
| Third     | Fred Couples      | 2     | 30,000    |
| T4        | Colin Montgomerie | 0     | 0         |
| T4        | Mike Weir         | 0     | 0         |

2007 The Raven Golf Club at Lora Bay, Town of the Blue Mountains, ON
| Position  | Spelare           | Skins | Vinst ($) |
| --------- | ----------------- | ----- | --------- |
| Winner    | John Daly         | 12    | 220,000   |
| Runner-up | Geoff Ogilvy      | 5     | 125,000   |
| Third     | Stephen Ames      | 1     | 15,000    |
| T4        | Retief Goosen     | 0     | 0         |
| T4        | Colin Montgomerie | 0     | 0         |

2006 The Fairmont Banff Springs Golf Course, Banff, AB
| Position  | Player        | Skins | Vinst ($) |
| --------- | ------------- | ----- | --------- |
| Winner    | John Daly     | 9     | 210,000   |
| Runner-up | Stephen Ames  | 6     | 95,000    |
| Third     | Sergio García | 3     | 55,000    |
| T4        | Jack Nicklaus | 0     | 0         |
| T4        | Greg Norman   | 0     | 0         |

2005 Nicklaus North Golf Club, Whistler, BC
| Position  | Spelare       | Skins | Vinst ($) |
| --------- | ------------- | ----- | --------- |
| Winner    | Stephen Ames  | 7     | 150,000   |
| Runner-up | Jack Nicklaus | 7     | 120,000   |
| Third     | John Daly     | 3     | 65,000    |
| Fourth    | Vijay Singh   | 0     | 0         |

2004 Club de Golf Le Fontainebleau, Blainville, Quebec
| Position  | Spelare        | Skins | Vinst ($) |
| --------- | -------------- | ----- | --------- |
| Winner    | Phil Mickelson | 8     | 140,000   |
| Runner-up | John Daly      | 4     | 95,000    |
| Third     | Hank Kuehne    | 5     | 85,000    |
| Fourth    | Vijay Singh    | 1     | 40,000    |

2003 Royal Niagara Golf Club, Niagara-on-the-Lake, Ontario
| Position  | Spelare       | Skins | Vinst ($) |
| --------- | ------------- | ----- | --------- |
| Winner    | Vijay Singh   | 6     | 140,000   |
| Runner-up | Ian Leggatt   | 5     | 95,000    |
| Third     | Sergio García | 5     | 85,000    |
| Fourth    | John Daly     | 2     | 40,000    |

2002 The Mark O'Meara Course at Delta Grandview Resort, Huntsville, Ontario
| Position  | Spelare       | Skins | Vinst ($) |
| --------- | ------------- | ----- | --------- |
| Winner    | Sergio García | 8     | 185,000   |
| Runner-up | Vijay Singh   | 5     | 90,000    |
| Third     | John Daly     | 5     | 85,000    |
| Fourth    | Mike Weir     | 0     | 0         |

2001 Angus Glen Golf Club, Markham, Ontario
| Position  | Spelare       | Skins | Vinst ($) |
| --------- | ------------- | ----- | --------- |
| Winner    | Vijay Singh   | 9     | 180,000   |
| Runner-up | David Duval   | 3     | 75,000    |
| Third     | Mike Weir     | 4     | 70,000    |
| Fourth    | Sergio García | 2     | 35,000    |

2000 Predator Ridge Resort, Okanagan Valley, B.C.
| Position  | Spelare        | Skins | Vinst ($) |
| --------- | -------------- | ----- | --------- |
| Winner    | Fred Couples   | 7     | 135,000   |
| Runner-up | Sergio García  | 6     | 100,000   |
| Third     | Mike Weir      | 3     | 75,000    |
| Fourth    | Phil Mickelson | 2     | 50,000    |

1999 Le Diable, Mont Tremblant, Quebec
| Position  | Spelare      | Skins | Vinst ($) |
| --------- | ------------ | ----- | --------- |
| Winner    | Mike Weir    | 10    | 210,000   |
| Runner-up | David Duval  | 5     | 95,000    |
| Third     | John Daly    | 3     | 55,000    |
| Fourth    | Fred Couples | 0     | 0         |

1998 The Links at Crowbush Cove, Morell, P.E.I.
| Position  | Spelare      | Skins | Vinst ($) |
| --------- | ------------ | ----- | --------- |
| Winner    | Fred Couples | 10    | 220,000   |
| Runner-up | Mark O'Meara | 4     | 80,000    |
| Third     | Mike Weir    | 3     | 45,000    |
| Fourth    | John Daly    | 1     | 15,000    |

1997 Nicklaus North Golf Club, Whistler, B.C.
| Position  | Spelare       | Skins | Vinst ($) |
| --------- | ------------- | ----- | --------- |
| Winner    | Greg Norman   | 13    | 275,000   |
| Runner-up | Fred Couples  | 3     | 50,000    |
| Third     | Jack Nicklaus | 2     | 35,000    |
| Fourth    | Nick Faldo    | 0     | 0         |

1996 Summerlea Golf Club, Vaudreuil-Dorion, Quebec
| Position  | Spelare      | Skins | Vinst ($) |
| --------- | ------------ | ----- | --------- |
| Winner    | Fred Couples | 9     | 165,000   |
| Runner-up | Nick Faldo   | 7     | 165,000   |
| Third     | Ernie Els    | 2     | 30,000    |
| Fourth    | Nick Price   | 0     | 0         |

1995 The National Golf Club of Canada, Woodbridge, Ontario
| Position  | Spelare      | Skins | Vinst ($) |
| --------- | ------------ | ----- | --------- |
| Winner    | Nick Faldo   | 8     | 160,000   |
| Runner-up | Ben Crenshaw | 6     | 110,000   |
| Third     | Fred Couples | 4     | 90,000    |
| Fourth    | Nick Price   | 0     | 0         |

1994 Richelieu Valley Golf Club, Sainte-Julie de Vercheres, Quebec
| Position  | Spelare      | Skins | Vinst ($) |
| --------- | ------------ | ----- | --------- |
| Winner    | Fred Couples | 15    | 240,000   |
| Runner-up | Lee Trevino  | 2     | 20,000    |
| Third     | Nick Price   | 1     | 10,000    |
| Fourth    | Tom Watson   | 0     | 0         |

1993 Devil's Pulpit Golf Club, Caledon, Ontario
| Position  | Spelare       | Skins | Vinst ($) |
| --------- | ------------- | ----- | --------- |
| Winner    | Fred Couples  | 14    | 210,000   |
| Runner-up | Raymond Floyd | 3     | 50,000    |
| Third     | Jack Nicklaus | 1     | 10,000    |
| Fourth    | Nick Price    | 0     | 0         |